# Moyock (Carolina del Norte)
Moyock es un lugar designado por el censo ubicado en el condado de Currituck en el estado estadounidense de Carolina del Norte. La localidad en el año 2010, tenía una población de 3.759 habitantes.

## Geografía
Moyock se encuentra ubicado en las coordenadas 36°31′6.9″N 76°10′7.44″O / 36.518583, -76.1687333. 